# 桜丘 (さいたま市)
桜丘（さくらおか）は、埼玉県さいたま市中央区の町名。現行行政地名は桜丘一丁目及び桜丘二丁目。郵便番号は338-0005。

## 地理
さいたま市中央区（旧与野市）西部の大宮台地上に位置する。南から北にかけて一丁目と二丁目に分かれている。国道17号新大宮バイパスを挟んで反対側の本町西地区には与野公園がある。

### 地価
住宅地の地価は2015年（平成27年）1月1日の公示地価によれば桜丘1-6-7の地点で15万2000円/m2となっている。

## 歴史
- 1981年（昭和56年）10月1日 - 与野市大字与野の一部から住居表示が施され、桜丘一丁目・二丁目が設置される[5]。大字与野のそのほかの部分は本町東、本町西となった。町名の由来は、与野市の市の花がサクラであったことから。
- 1992年（平成4年）10月1日 - 与野市図書館西分館が地区内に開館。
- 2001年（平成13年）5月1日 - 与野市が大宮市、浦和市と合併しさいたま市となり、さいたま市の町名となる。
- 2003年（平成15年）4月1日 - さいたま市が政令指定都市に移行しさいたま市中央区の町名となる。

## 世帯数と人口
2017年（平成29年）9月1日現在の世帯数と人口は以下の通りである。
| 丁目       | 世帯数    | 人口    |
| ---------- | --------- | ------- |
| 桜丘一丁目 | 603世帯   | 1,402人 |
| 桜丘二丁目 | 442世帯   | 1,023人 |
| 計         | 1,045世帯 | 2,425人 |

## 小・中学校の学区
市立小・中学校に通う場合、学区（校区）は以下の通りとなる。
| 丁目       | 番地 | 小学校                     | 中学校                   |
| ---------- | ---- | -------------------------- | ------------------------ |
| 桜丘一丁目 | 全域 | さいたま市立与野西北小学校 | さいたま市立八王子中学校 |
| 桜丘二丁目 | 全域 | さいたま市立与野西北小学校 | さいたま市立八王子中学校 |

## 交通
- 地内に鉄道は敷設されていない。徒歩圏内には埼京線与野本町駅があるが、およそ1.3 km[4]離れている。

### 道路
- 首都高速埼玉大宮線
- 国道17号（新大宮バイパス）
- 白鍬通り

## 施設
- さいたま市立与野図書館西分館（西与野コミュニティホールに併設）
- ケアセンターそよ風
- 市営宮前団地
- 桜丘ふれあい公園
- 宮前児童遊園地

## 遺跡
- 与野西遺跡　現在は住宅地となっているが、和同開珎２枚が発見された。さいたま市としては初出土。